# Dead Island 2
Dead Island 2 – gra komputerowa będąca połączeniem gry akcji i survival horroru, opracowana przez Dambuster Studios i wydana przez Deep Silver na PC (Microsoft Windows), PlayStation 4 i Xbox One. Jest to kontynuacja gry Dead Island z 2011 roku i trzecia duża część serii Dead Island. Fabuła gry rozgrywa się kilka miesięcy po wydarzeniach z Dead Island i Escape Dead Island. W przeciwieństwie do poprzednich części, których akcja toczyła się na wyspach, akcja Dead Island 2 odbywa się w różnych lokalizacjach w Kalifornii. Gra miała trudny okres rozwoju, a obowiązki programistyczne były pierwotnie wykonywane przez Yager Development, dopóki Sumo Digital nie przejęło projektu w 2016 roku, po którym ostatecznie pracę w 2019 r. przejął Dambuster Studios. Gra została wydana 21 kwietnia 2023. 

## Rozgrywka
Dead Island 2 rozgrywa się w otwartym świecie Los Angeles, San Francisco i niejawnej trzeciej lokalizacji w Kalifornii, w przeciwieństwie do pierwszej gry, która rozgrywa się na wyspie Banoi u wybrzeży Papui-Nowej Gwinei. Walka w tej części gry opiera się na innej mechanice niż w jej poprzednich odsłonach. Dead Island 2 zawiera jednak kilka rozwiązań znanych z poprzedników, takich jak „wściekłość” i systemy rzemieślnicze.

## Fabuła
Kilka miesięcy po wydarzeniach na Dead Island, Siły Zbrojne Stanów Zjednoczonych wprowadziły Kalifornię do strefy pełnej kwarantanny z powodu nowej epidemii zombie.

## Rozwój
Techland pierwotnie miał opracować Dead Island 2, ale zamiast tego postanowili skupić się na rozwoju Dying Light z Warner Bros. Interactive Entertainment Deep Silver szukał zespołu programistycznego, dopóki Yager Development nie wprowadził gry do Deep Silver w trzecim kwartale 2012 roku i nie otrzymał oferty. Jak ogłoszono podczas briefingu medialnego Sony E3 2014, Dead Island 2 będzie bardziej żywa niż jej poprzednicy. Gra była pierwotnie zaplanowana na wydanie w 2, kwartale 2015.
Podczas Gamescom 2014 firma Deep Silver zademonstrowała materiał z wczesnej wersji gry. Zgodnie z prezentowaną zawartością, gra osadzona jest w Kalifornii – między innymi na molo w Santa Monica i w Hollywood, a także w wielu lokalizacjach w San Francisco. Na tym etapie pokazano jedynie część modyfikacji broni i nowe zombie. Ponadto Deep Silver oświadczyło, że w grze pojawią się cztery grywalne postacie, chociaż tylko dwie były pokazane na demie Gamescom. Ogłoszono, że Dead Island 2 będzie zawierać tryb współpracy dla ośmiu graczy.
W lipcu 2015 r. Deep Silver ogłosiło, że Yager przestał tworzyć grę, a rozwój zostanie przeniesiony na innego nienazwanego twórcę. Dyrektor zarządzający Yager Development, Timo Ullmann, stwierdził później, że odejście firmy z projektu nastąpiło, ponieważ „odpowiednie wizje projektu Yager i Deep Silver nie były zgodne”. W rezultacie oddzielny zespół programistów gry Yager Productions GmbH, złożył wniosek o niewypłacalność w lipcu 2015 r. W marcu 2016 r. Brytyjskie studio Sumo Digital ogłosiło przejęcie rozwoju gry. W sierpniu 2017 r. Deep Silver powtórzyło, że gra jest wciąż w fazie rozwoju, ponownie wydając podobne oświadczenie w lipcu 2018 r. W sierpniu 2019 r. THQ Nordic ogłosiło, że rozwojem gry zajmie się Dambuster Studios, wewnętrzne studio Deep Silver.